# Борима
Борима е село в Северна България, област Ловеч, община Троян.

## География
Село Борима е едно от големите села в Община Троян. Намира се в северната част на Троянската селищна система, на 18 km северозападно от град Троян и на 23 km югозападно от град Ловеч. Селото е разположено в северните склонове на Стара планина. Климатът е умереноконтинентален.

## История
Съществуват няколко легенди за произхода на това име. Едно от поверията гласи, че то идва от боровите гори, с които е заобиколено селото. Другата разпространена версия е, че първият заселил се в Борима преди стотици години се казвал Борьо – и двата варианта са подробно разгледани в книгата на г-н Андрей Василев, бивш директор на училището, поет и дългогодишен учител по български език и литература.
До Руско-турската война от 1877 – 1878 г. Борима е населена от българи и българо-мохамедани, като след края на войната голяма част от последните бягат от селото. Следва преселване на българи от околните троянски села. Сега в Борима живеят българи, турци и помаци – наследници на тези, интернирани от Родопите и разселени из цяла България след 1944 г.
Налице са сведения от 1924 г. за анархо-комунистическа банда в Троянския Балкан, ръководена от Колю Т. Кацаров и Тотю Минков от Борима. Полицията разбива бандата при разследване на грабеж в село Терзийско, същата околия, при което са заловени важни анархо-комунистически документи и шифър за тайна кореспонденция, както и скрито оръжие. Замесени в нелегалната мрежа се оказват много длъжностни лица в цялата страна.
В последните години на Третото българско царство в селото е регистрирана дейността на 798-ра бранническа дружина.

## Икономика
Основната част от населението е заета в множество малки дървообработващи и мебелни предприятия, дъскорезници, гатери и стружни – поминък, традиционен за район, богат на дървен материал. В селото има и завод за керамика.

## Население
Численост и дял на етническите групи според преброяването на населението през 2011 г.:
|                     | Численост | Дял (в %) |
| Общо                | 896       | 100,00    |
| Българи             | 308       | 34,37     |
| Турци               | 309       | 34,48     |
| Цигани              | 6         | 0,66      |
| Други               | 5         | 0,55      |
| Не се самоопределят | 5         | 0,55      |
| Неотговорили        | 236       | 26,33     |

## Религии
Още от миналото селото е известно с благоприятния си климат и плодородната си почва, които са основна причина за заселването на турците по време на османската власт. В мир и разбирателство сега тук живеят българи – християни и мюсюлмани.
Черквата в селото е посветена на Света Параскева-Петка Българска. Построена е през 1932 година.

## Образование
Основно училище „Васил Левски“ – с. Борима. Първото училище в селото е открито през 1884 г. като начално с лични средства, дарени от кмета на село Борима – родолюбеца Цачо Маринов Цачев. От 1930 г. то прерасва в основно. Преди това децата от Борима са получавали прогимназиално образование в районното тогава училище в съседното село Дълбок дол. Основите на новата училищна сграда се поставят през 1939 г. За построяването ѝ предварително били събирани средства в образувания за целта фонд „Училищен“. Населението масово помагало в строежа с труд и материали. Сградата била готова през 1940 г. и през учебната 1940 – 1941 г. е използвана за пръв път за учебни занимания. През 1984 г. се чества стогодишния му юбилей, на който е наградено с орден „Кирил и Методий“ I степен. Трима учители получават значка „Отличник на Министерството“. Във връзка с годишнината се извършва голям ремонт, който се състои в построяване на паро–котелно помещение и отоплителна инсталация на голямата сграда, изграждане на нови тоалетни, асфалтиране на спортните площадки, облицоване на класните стаи и коридорите с ламперия, закупуване на учебни шкафове и чинове, боядисване на класните стаи и коридорите, изработване и поставяне на постоянна украса в двата коридора, обзавеждане на нова учителска стая, изработване и поставяне в двора на училището бюст – паметник на Васил Левски – патрон на училището; поставяне на паметна плоча на сградата, където се е помещавало първото училище в селото, вграждане на завет към поколенията, който да се отвори през 2009 г. През сто и двадесет годишния период на съществуване на училището директори са били Добри Калев, Димитър Семерджиев, Петър Георгиев, Никола Власев, Васил Христов, Ганко Ганков, многоуважаваният от всички боримци поет и интелигент Андрей Василев и от 1992 г. Иванка Миткова.
През 1992 и 1995 г. се извършиха крупни ремонти – реконструкция на парната инсталация и преминаване от твърдо на течно гориво, като се свърза с тръбопровод и малката сграда; обковаване на таваните с шперплат, закупуване на чинове, маси и столове, както и на тапицирани столове за ученическия стол; поставяне на нов фаянс и теракот в ученическия стол; боядисване на фасадата на голямата сграда; закупуване на оборудване за кухнята.
От учебната 2006/2007 г. училището става първото средищно в община Троян, като събира децата от селата Голяма Желязна, Старо село, Борима и Дълбок дол. За превоз на учениците от съседните села Министерство на образованието и науката предостави 30–местен автобус. Училището разполага с компютърна зала с 10 компютъра. Учителите работят с нови учебно–технически средства и имат достъп до интернет, както и учениците.

## Редовни събития
Всяка година на Петковден, в последната събота и неделя на месец октомври се провежда Боримският панаир.

## Личности
- Васил Марков – журналист, автор и водещ на предавания на БНТ;
- Величко Балевски – участник във втората световна война;
- Венчи Генчева Сиромахова – оперна певица, дългогодишна солистка на операта в Хавана, Куба, телевизионна водеща;
- Дочо Боджаков – кинорежисьор и сценарист, член на УС на БНТ, лауреат на няколко филмови награди;
- Милчо Кацаров – басист на група LZ;
- Минко Акимов Райковски – патриот, политик, търговец, основател на „Троянка“ АГ, „Орион Райковски“ ГМБХ, народен представител, концлагерист след 1944 г.;
- Минко Кинов Райковски – полиглот, преводач, дългогодишен член на квартет „Армейска Песен“;
- Найден Бороджиев – оперен певец, тенор, дългогодишен солист и ръководител на операта в Бургас;
- Тодор Тодоров (р. 1946) – български офицер, генерал-майор;
- Цачо Маринов Цачев – патриот, филантроп, кмет на Борима, основател на първото училище в селото през 1894 г.;
- проф. Цачо Цачев (внук на Цачо Маринов Цачев, основател на училището) – професор към УАСГ(ВИАС), специалност-водоснабдяване и канализация, заместник министър на „Строежите“, автор на научни книги и трудове
- Цветан Грозев – актьор и активен читалищен деятел, основател на празника на Боримската снаха.